# Cobalt(III) phosphat
Cobalt(III) phosphat là một hợp chất hóa học vô cơ có công thức CoPO4. Chất rắn màu đen này là một trong số ít ví dụ về hợp chất Co(III). Giống như các muối phosphat khác, hợp chất này cũng không tan được trong nước.

## Điều chế
- Cobalt(III) phosphat được điều chế bằng cách cho cobalt(III) oxide hoặc cobalt(III) hydroxide tác dụng với acid phosphoric:

Co2O3 + 2H3PO4 → 2CoPO4↓ + 3H2O
Hoặc cho muối Co(III) bất kì tác dụng với acid photphoric, tuy nhiên ít muối Co(III) được biết đến nên cách này ít dùng hơn.
- Cobalt(III) phosphat còn có thể điều chế bằng cách cho muối Co(III) tan tác dụng với muối phosphat tan bất kì (cách này cũng ít dùng):

Co(NO3)3 + K3PO4 → CoPO4↓ + 3KNO3
Thực tế hơn, khi dung dịch muối Co(II) được thêm vào một ít dung dịch natri điphosphat, sau đó là dung dịch natri hypoclorit, một dung dịch keo màu nâu đen sẽ được tạo thành (có màu đen khi đặc) của cobalt(III) phosphat. Khi đun nóng lên, một loại cobalt peroxide sẽ được hình thành.

## Cấu trúc
CoPO4 có cấu trúc giống dung dịch rắn (Mn0,35Fe0,65)PO4, nhóm không gian Pnma, các hằng số a = 0,9567 nm, b = 0,57806 nm, c = 0,47636 nm, α = 90°, β = 90°, γ = 90°.

## Hợp chất khác
Cobalt(III) phosphat còn tạo ra một số hợp chất với amonia, như CoPO4·4NH3·3H2O (tím, D = 1,88 g/cm³), CoPO4·5NH3·3H2O là chất rắn màu hoa hồng (D = 1,93 g/cm³ cho 2H2O, 1,84 cho 3H2O) hay CoPO4·6NH3·6H2O (CAS#: 16674-72-9) là chất rắn đỏ ở 25 °C (77 °F; 298 K); khi đun nóng đến 185 °C (365 °F; 458 K), phức hexamin chuyển thành màu tím, còn ở nhiệt độ 285 °C (545 °F; 558 K), nó có màu dương.